# Lachnocnema magna
Lachnocnema magna är en fjärilsart som beskrevs av Aurivillius 1895. Lachnocnema magna ingår i släktet Lachnocnema och familjen juvelvingar. Inga underarter finns listade i Catalogue of Life.